# Čaplynka
Čaplynka (ukrajinsky Чаплинка, rusky Чаплинка – Čaplinka) je sídlo městského typu v Chersonské oblasti na Ukrajině. K roku 2019 v ní žilo bezmála deset tisíc obyvatel.

## Poloha a doprava
Čaplynka leží severně od Perekopské šíje. Je vzdálena 145 kilometrů jihovýchodně od Chersonu, správního střediska oblasti, a přibližně třicet kilometrů severně od Armjansku. Východně od ní se nachází biosférická rezervace Askanija-Nova.
Nejbližší železniční stanice je v Kalančaku přibližně šestnáct kilometrů západně.

## Dějiny
Čaplynka byla založena v roce 1794. Status sídla městského typu má od roku 1956.

### Rodáci
- Mykola Hurovyč Kuliš (1892–1937), spisovatel
- Serhij Oleksandrovyč Bilouščenko (* 1981), veslař